# Liste der Städte in Saudi-Arabien

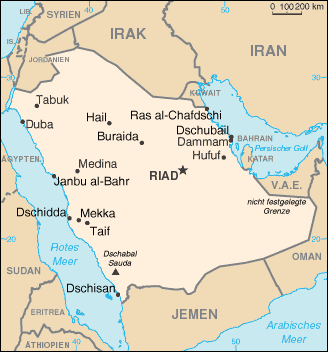
Karte von Saudi-Arabien

Die Liste der Städte in Saudi-Arabien bietet einen Überblick über die Entwicklung der Einwohnerzahl der größeren Städte des vorderasiatischen Staates Saudi-Arabien.
Die größte Stadt in Saudi-Arabien ist Riad mit 5.188.286 Einwohnern (Volkszählung 2010). Damit leben rund 13,5 Prozent der Menschen des Landes in der Hauptstadt. Mekka und Medina gelten als Haram (heiliger Bezirk) und sind somit für Nichtmuslime völlig gesperrt.
Die folgende Tabelle enthält die Städte mit mehr als 50.000 Einwohnern, deren Namen in international gebräuchlicher Schreibweise oder in deutscher Transkription und in Arabisch sowie die Ergebnisse der Volkszählungen (VZ) vom 9. September 1974, 27. September 1992, 15. September 2004,  28. April 2010 und 22. Mai 2022. Aufgeführt ist auch die Provinz, zu der die Stadt gehört. Die Einwohnerzahlen beziehen sich auf die eigentliche Stadt ohne Vorortgürtel.
| Rang | Stadt           | Arabisch     | Volkszählung 1974 | Volkszählung 1992 | Volkszählung 2004 | Volkszählung 2010 | Volkszählung 2022 | Provinz                   |
| ---- | --------------- | ------------ | ----------------- | ----------------- | ----------------- | ----------------- | ----------------- | ------------------------- |
| 1.   | Riad            | الرياض       | 666.840           | 2.776.096         | 4.087.152         | 5.188.286         | 6.924.566         | Riad                      |
| 2.   | Dschidda        | جدة          | 561.104           | 2.046.251         | 2.801.481         | 3.430.697         | 3.712.917         | Mekka                     |
| 3.   | Mekka           | مكة          | 366.801           | 965.697           | 1.294.168         | 1.534.731         | 2.385.509         | Mekka                     |
| 4.   | Medina          | المدينة      | 198.186           | 608.295           | 918.889           | 1.100.093         | 1.411.599         | Medina                    |
| 5.   | Dammam          | الدمام       | 127.844           | 482.321           | 744.321           | 903.312           | 1.386.166         | asch-Scharqiyya           |
| 6.   | Hofuf           | الهفوف       | 155.596           | 444.970           | 572.679           | 660.788           | 729.606           | asch-Scharqiyya           |
| 7.   | Tabuk           | تبوك         | 74.825            | 292.555           | 441.351           | 512.629           | 594.350           | Tabuk                     |
| 8.   | Buraida         | بريدة        | 69.940            | 248.636           | 378.422           | 467.410           | 571.169           | al-Qasim                  |
| 9.   | Ta'if           | الطائف       | 204.857           | 416.121           | 521.273           | 579.970           | 563.282           | Mekka                     |
| 10.  | Chamis Muschait | خميس مشيط    | 49.581            | 217.870           | 372.695           | 430.828           | 535.065           | Asir                      |
| 11.  | al-Dschubail    | الجبيل       | …                 | 140.828           | 222.544           | 337.778           | 474.679           | asch-Scharqiyya           |
| 12.  | Ha'il           | حائل         | 40.502            | 176.757           | 267.005           | 310.897           | 448.623           | Hail                      |
| 13.  | al-Chubar       | الخبر        | 48.817            | 141.683           | 165.799           | 219.679           | 409.549           | asch-Scharqiyya           |
| 14.  | Hafar al-Batin  | حفر الباطن   | …                 | 137.793           | 231.978           | 271.642           | 387.096           | asch-Scharqiyya           |
| 15.  | Nadschran       | نجران        | 47.502            | 90.983            | 246.880           | 298.288           | 381.431           | Nadschran                 |
| 16.  | Abha            | أبها         | 30.150            | 112.316           | 201.912           | 236.157           | 334.290           | Asir                      |
| 17.  | Yanbuʿ al-Bahr  | ينبع البحر   | …                 | 119.819           | 188.430           | 233.236           | 331.916           | Medina                    |
| 18.  | al-Chardsch     | الخرج        | …                 | 152.071           | 200.958           | 234.607           | 295.462           | Riad                      |
| 19.  | ath-Thuqba      | الثقبة       | …                 | 125.650           | 191.826           | 238.066           | 248.888           | asch-Scharqiyya           |
| 20.  | Sakaka          | سكاكا        | …                 | 65.793            | 122.686           | 150.257           | 204.174           | al-Dschauf                |
| 21.  | ʿArʿar          | عرعر         | …                 | 108.055           | 145.237           | 167.057           | 199.247           | al-Hudud asch-Schamaliyya |
| 22.  | Unaiza          | عنيزة        | …                 | 91.106            | 128.930           | 152.895           | 183.319           | al-Qasim                  |
| 23.  | Dschāzān        | جازان        | 32.814            | 56.565            | 100.694           | 127.743           | 173.919           | Dschāzān                  |
| 24.  | al-Hawiyya      | الحوية       | …                 | 93.888            | 132.078           | 148.151           | 171.610           | Mekka                     |
| 25.  | al-Qurayyat     | القريات      | …                 | 72.921            | 100.436           | 116.162           | 167.080           | al-Dschauf                |
| 26.  | Dhahran         | الظهران      | …                 | 73.691            | 97.446            | 120.521           | 143.936           | asch-Scharqiyya           |
| 27.  | Tarut (Insel)   | تاروت        | …                 | 38.055            | 80.686            | 77.757            | 117.646           | asch-Scharqiyya           |
| 28.  | Bischa          | بيشة         | …                 | 43.485            | 78.303            | 86.201            | 115.537           | Asir                      |
| 29.  | ar-Rass         | الرس         | …                 | 56.866            | 79.632            | 92.501            | 107.902           | al-Qasim                  |
| 30.  | Muhayil         | محائل        | …                 | …                 | 48.760            | 56.953            | 97.967            | Asir                      |
| 31.  | al-Baha         | الباحة       | …                 | …                 | 85.212            | 95.089            | 90.515            | al-Baha                   |
| 32.  | Scharura        | شرورة        | …                 | 37.091            | 65.185            | 75.237            | 89.456            | Nadschran                 |
| 33.  | al-Qatif        | القطيف       | …                 | 98.920            | 98.278            | 118.327           | 87.332            | asch-Scharqiyya           |
| 34.  | ad-Dawadimi     | الدوادمى     | …                 | 37.871            | 53.071            | 61.834            | 86.861            | Riad                      |
| 35.  | Sayhat          | سيهات        | …                 | 58.060            | 66.038            | 75.794            | 84.818            | asch-Scharqiyya           |
| 36.  | Ahad Rafida     | أحد رفيدة    | …                 | …                 | 50.080            | 57.112            | 79.202            | Asir                      |
| 37.  | al-Chafdschi    | الخفجي       | …                 | 49.729            | 54.464            | 67.012            | 78.691            | asch-Scharqiyya           |
| 38.  | Tabardschal     | اطبرجل       | …                 | …                 | 39.248            | 48.525            | 78.354            | al-Dschauf                |
| 39.  | Wadi ad-Dawasir | وادى الدواسر | …                 | …                 | 79.558            | 93.036            | 77.433            | Riad                      |
| 40.  | Rabigh          | رابغ         | …                 | 31.963            | 40.796            | 55.304            | 72.928            | Mekka                     |
| 41.  | Sabya           | صبياء        | …                 | 34.951            | 52.441            | 63.143            | 72.086            | Dschāzān                  |
| 42.  | al-Madschmaʿa   | المجمعة      | …                 | 29.520            | 39.949            | 47.743            | 70.243            | Riad                      |
| 43.  | Bahra           | بحرة         | …                 | …                 | 59.809            | 75.213            | 70.118            | Mekka                     |
| 44.  | Abu ʽArisch     | أبو عريش     | …                 | 35.148            | 48.052            | 61.047            | 69.632            | Dschāzān                  |
| 45.  | az-Zulfi        | الزلفي       | …                 | 41.660            | 52.209            | 60.867            | 68.317            | Riad                      |
| 46.  | Rafha           | رفحاء        | …                 | 30.135            | 45.406            | 52.712            | 63.929            | asch-Scharqiyya           |
| 47.  | Dirʿiyya        | الدرعية      | …                 | …                 | 33.240            | 43.269            | 61.609            | Riad                      |
| 48.  | Turaif          | اطريف        | …                 | 32.022            | 41.230            | 48.108            | 61.395            | asch-Scharqiyya           |
| 49.  | Ra's Tanura     | رحيمة        | …                 | 45.471            | 41.527            | 54.166            | 57.030            | asch-Scharqiyya           |
| 50.  | al-Muzahimiyya  | المزاحمية    | …                 | …                 | 24.338            | 30.164            | 55.604            | Riad                      |